# Joanna Concejo
Joanna Concejo z d. Iwankowicz (ur. 1971 w Słupsku) – polska graficzka, ilustratorka, autorka książek wizualnych.

## Życiorys
Uczyła się w liceum plastycznym w Koszalinie. Studiowała na Wydziale Grafiki w Akademii Sztuk Pięknych w Poznaniu. Od 1998 roku mieszka we Francji. W 2002 roku została zaproszona do udziału w Busan Biennale w Korei. Od tego czasu jej prace pokazywane są na wielu wystawachzbiorowych i indywidualnych (m.in. we Włoszech, Francji, Anglii, Iranie, Portugalii). Współpracuje m.in. z Le Petit Atelier de Paris oraz z włoskimi szkołami ilustracji – Ars in Fabula (Macerata) i Scuola Internazionale d’Illustrazione di Sàrmede.
Jest autorką ilustracji i prac graficznych do kilkunastu książek, które ukazują się regularnie we Włoszech, Francji, Hiszpanii i Szwajcarii, a także w Polsce. Za ilustracje do książki Marka Bieńczyka Książę w cukierni otrzymała tytuł „Najlepsza Książka Roku 2013” w kategorii grafika (nagroda polskiej sekcji IBBY).
Laureatka prestiżowej nagrody ilustratorskiej – Tallinn Illustrations Triennial 2023, przyznawanej co trzy lata przez międzynarodowe jury.

## Życie prywatne
Jej mąż jest Hiszpanem.

## Publikacje
Polskie
- Komu, komu buzi? (tekst: Marzena Rotelle, ilustracje: Joanna Concejo), Wydawnictwo Fresk, 1999
- Dym (tekst: Antón Fortes, ilustracje: Joanna Concejo), Wydawnictwo Tako, 2011
- Książę w cukierni (tekst: Marek Bieńczyk, ilustracje: Joanna Concejo), Wydawnictwo Format, 2013
- Czerwony Kapturek (tekst: Wilhelm i Jakub Grimm, ilustracje: Joanna Concejo), wyd. BIR Publishing / Tako, 2015
- Dzikie łabędzie (tekst: Hans Christian Andersen ilustracje: Joanna Concejo), Wydawnictwo Tako, 2017
- Kiedy dojrzeją porzeczki, Wydawnictwo Wolno, 2017
- Zgubiona dusza[6], Wydawnictwo Format, 2017
- Pan Wyrazisty, Wydawnictwo Format, 2023

Zagraniczne
- Humo, OQO, 2008[7]
- L’Angelo delle scarpe, Topipittori, 2009[8]
- Cuando no encuentras tu casa, OQO, 2010[9]
- I cigni selvatici, Topipittori, 2011[10]
- Una stella nel buio, Topipittori, 2012[11]
- Les fleurs parlent, Casterman, 2013[12]
- Quand les groseilles seront mûres, L’Atelier du Poisson Soluble, 2015[13]